# Joseph B. Johnson

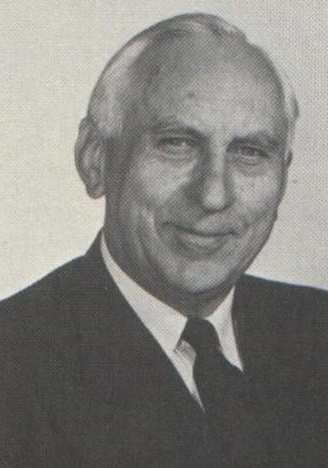
Joseph B. Johnson

Joseph Blaine Johnson, född 29 augusti 1893 i Helsingborg, död 25 oktober 1986 i Springfield, Vermont, var en svensk-amerikansk politiker (republikan). Han var den 70:e guvernören i delstaten Vermont 1955–1959.
Johnson flyttade 1902 till USA och utexaminerades 1915 från University of Vermont. Han var ingenjör och arbetade på företaget Bryant Chucking Gear Company. Han avancerade med åren till en chefsposition, företagets general manager. Han var dessutom verksam som bankdirektör i Springfield.
Johnson var ledamot av Vermont House of Representatives, underhuset i delstatens lagstiftande församling, 1945–1947. Han var ledamot av delstatens senat 1947–1951. Han var viceguvernör i Vermont 1951–1955.
Johnson efterträdde 1955 Lee E. Emerson som guvernör. Han efterträddes 1959 av Robert Stafford.
Johnson var kongregationalist och frimurare. Han gravsattes på Summer Hill Cemetery i Springfield.